# 奥列格·萨柳科夫
奥列格·列昂尼多维奇·萨柳科夫（俄语：Оле́г Леони́дович Салюко́в，1955年5月21日—），俄罗斯军官。曾任俄罗斯联邦陆军总司令。現任聯邦安全委员会副秘书。
2014年5月起任俄罗斯联邦陆军总司令。2019年授大将军衔。
2023年1月11日，担任俄罗斯对乌克兰“特别军事行动”副总指挥。
2025年5月16日，下周就满70岁的奧列格·薩柳科夫大将改任聯邦安全委员会副秘书，陆军总司令由安德烈·莫尔德维切夫上将接任。